# Makarska Open 2025
Il Makarska Open 2025, sponsorizzato da Valamar, è un torneo di tennis giocato sulla terra rossa. È la 19ª edizione del torneo che fa parte della categoria WTA 125 nell'ambito del WTA Challenger Tour 2025. Si gioca al Tennis Center Makarska di Macarsca in Croazia dal 3 all'8 giugno 2025.

## Partecipanti al singolare

### Teste di serie
| Nazionalità | Giocatrice        | Ranking* | Testa di serie |
| ----------- | ----------------- | -------- | -------------- |
| Australia   | Maya Joint        | 53       | 1              |
| Stati Uniti | Katie Volynets    | 65       | 2              |
| Messico     | Renata Zarazúa    | 74       | 3              |
| Egitto      | Mayar Sherif      | 76       | 4              |
| Francia     | Diane Parry       | 93       | 5              |
| Germania    | Ella Seidel       | 111      | 6              |
| Croazia     | Petra Martić      | 116      | 7              |
| Lettonia    | Darja Semeņistaja | 124      | 8              |

* Ranking al 26 maggio 2025.

### Altre partecipanti
Le seguenti giocatrici hanno ricevuto una wildcard per il tabellone principale:
- Ana Konjuh
- Tena Lukas
- Petra Marčinko
- Mayar Sherif

Le seguenti giocatrici sono passate dalle qualificazioni:
- Margaux Rouvroy
- Anastasija Soboljeva
- Sara Svetac
- Tara Würth

### Ritiri
Prima del torneo
- María Carlé → sostituita da  Lauren Davis
- Jaqueline Cristian → sostituita da  Ekaterina Makarova
- Léolia Jeanjean → sostituita da  Louisa Chirico
- Daria Saville → sostituita da  Mona Barthel
- Oksana Selechmet'eva → sostituita da  Lea Bošković
- Nina Stojanović → sostituita da  Patricia Maria Țig
- Panna Udvardy → sostituita da  Sára Bejlek
- Moyuka Uchijima → sostituita da  Lola Radivojević
- Simona Waltert → sostituita da  Miriam Bulgaru
- Wang Xiyu → sostituita da  Hanne Vandewinkel

## Partecipanti al doppio

### Teste di serie
| Nazione   | Giocatrice         | Nazione   | Giocatrice       | Ranking* | Testa di serie |
| --------- | ------------------ | --------- | ---------------- | -------- | -------------- |
| Georgia   | Oksana Kalašnikova |           | Elena Pridankina | 154      | 1              |
| Rep. Ceca | Jesika Malečková   | Rep. Ceca | Miriam Škoch     | 200      | 2              |

* Ranking al 26 maggio 2025.

### Altre partecipanti
La seguente coppia di giocatrici ha ricevuto una wild card per il tabellone principale:
- Petra Marčinko /  Tara Würth

La seguente coppia di giocatrici è subentrata in tabellone come alternate:
- Tamara Korpatsch /  Patricia Maria Țig

### Ritiri
Prima del torneo
- Lola Radivojević /  Tamara Zidanšek → sostituite da  Tamara Korpatsch /  Patricia Maria Țig

## Campionesse

### Singolare
Sára Bejlek ha sconfitto in finale  Victoria Jiménez Kasintseva con il punteggio di 6-0, 6-1.

### Doppio
Jesika Malečková /  Miriam Škoch hanno sconfitto in finale  Oksana Kalašnikova /  Elena Pridankina con il punteggio di 2-6, 6-3, [10-4].